# Akseli Lajunen
Pour les articles homonymes, voir Lajunen.
Akseli Lajunen, né le 1er février 1982 à Lieksa, est un sauteur à ski finlandais.

## Biographie
Dans la Coupe du monde, il obtient son unique résultat lui apportant des points en mars 1999 à Kuopio (30e). Il remporte le classement général de la Coupe continentale, la deuxième division mondiale en 2001.
Il est en activité dans les compétitions internationales de saut jusqu'en 2002. En 2003, il court quelques épreuves officielles de combiné nordique.

## Palmarès

### Coupe du monde
- Meilleur classement général : 101e en 1999.
- Meilleur résultat individuel : 30e.

### Coupe continentale
- Vainqueur en 2001.

### Championnats du monde junior
- Médaille de bronze au concours par équipes en 2000.